# Route nationale 3 (France métropolitaine)
Pour les articles homonymes, voir N3 et Route nationale 3.
La route nationale 3 reliait Paris, porte de Pantin, à Forbach et Sarrebruck. Seul le tronçon francilien s'étendant de Villeparisis à Meaux est maintenu dans le réseau routier national par le décret du 5 décembre 2005, le reste du parcours de Meaux à la frontière allemande a été déclassé en route départementale sous différents numéros en fonction des départements traversés.
Autrefois, cette voie était appelée Route d'Allemagne.

## Parcours

### De Paris à Épernay

#### De Paris à Meaux
La route nationale sort de Paris par la porte de Pantin et part plein est en direction de Meaux.
Dans cette partie proche de Paris, on la désigne sous le nom d'avenue Jean-Lolive, puis « route de Meaux ».

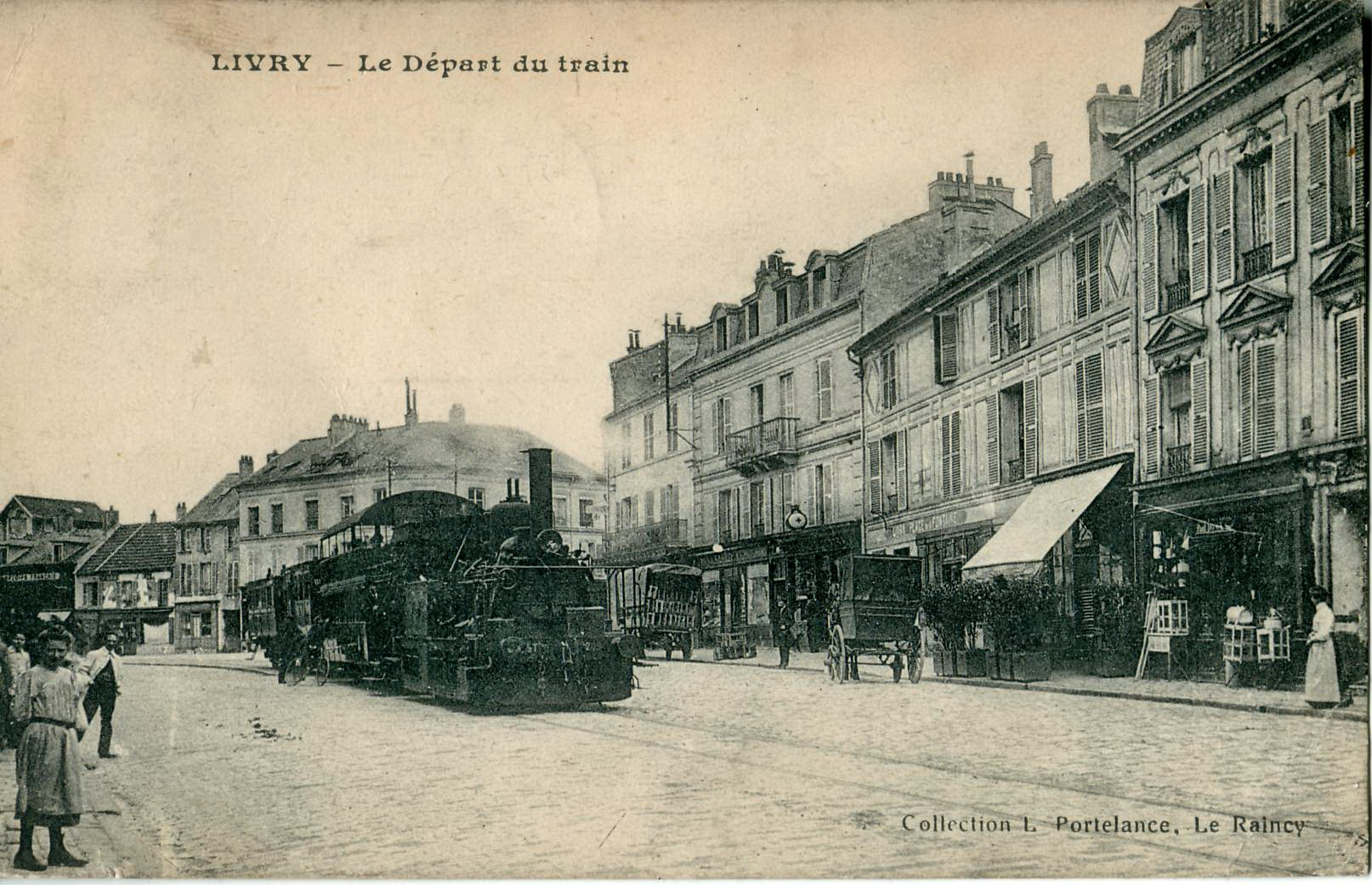
Le tramway de Livry à Gargan, avec la voie unique au centre de la chaussée.
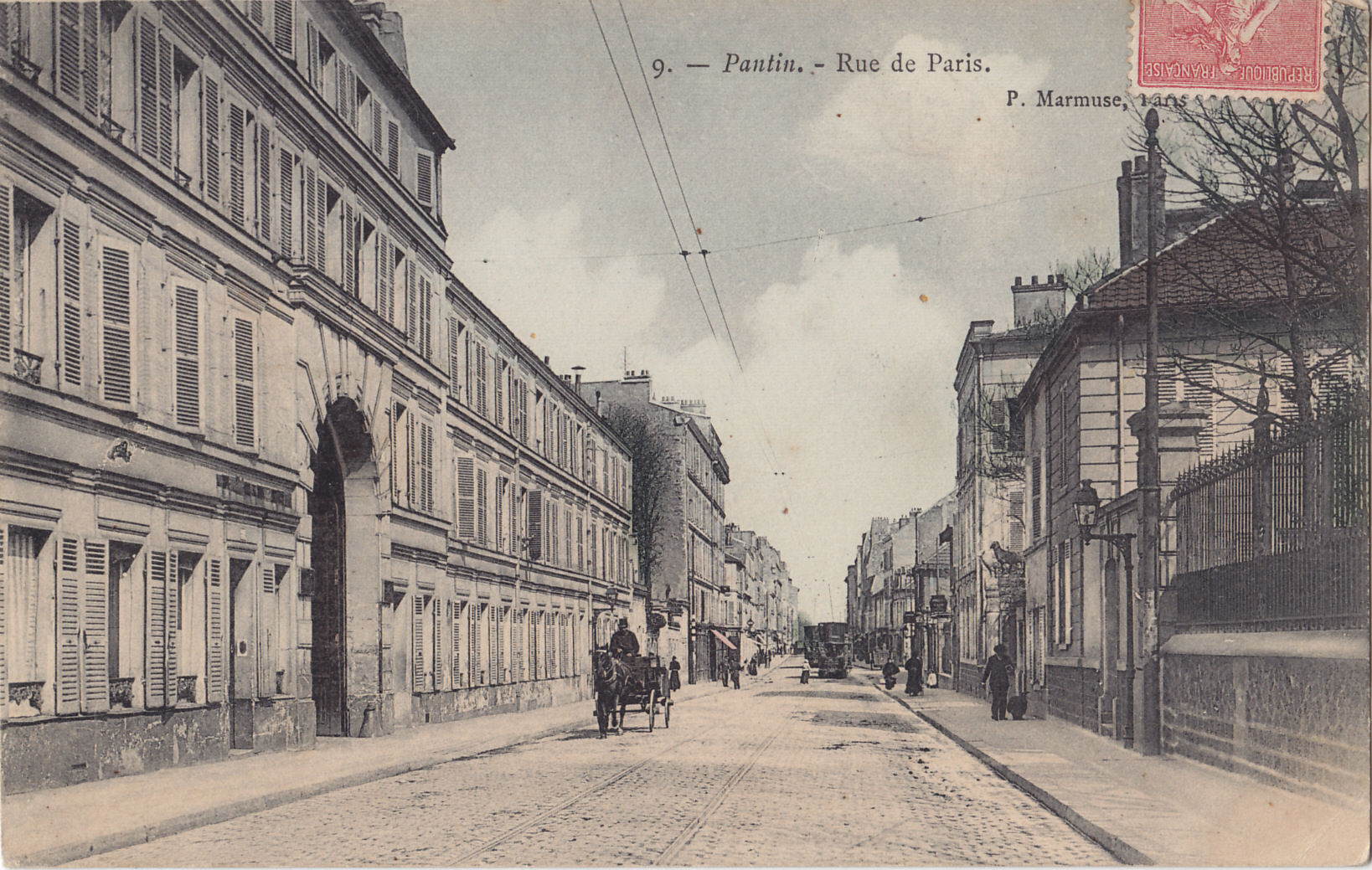
La RN3 à Pantin, vers 1905.

Les communes traversées sont :
- Paris Porte de Pantin (km 0)
- Pantin (km 1)
  - Avenue Jean-Lolive
- Bobigny (km 3)
- Romainville (km 4)
- Noisy-le-Sec (km 5)
  - Rue de Paris
- Bondy (km 6)
  - Avenue du Général-Gallieni
- Les Pavillons-sous-Bois (km 9)
  - Avenue Aristide-Briand
- Livry-Gargan (km 11)
  - Avenue du Consul-Général-Nordling
- Vaujours (km 14)
- Villeparisis (km 19)
- Claye-Souilly (km 23)
- Fresnes-sur-Marne
- Charmentray
- Trilbardou
- Chauconin-Neufmontiers
- Meaux (km 38)

Au carrefour avec la départementale D27 (Trilbardou) se trouvait une statue de Gallieni, le regard tourné vers l'est en direction du lieu de la bataille de la Marne. Après une tentative de vol, elle fut retirée en 2007 et se trouve aujourd'hui dans le parc du musée de la Grande Guerre du pays de Meaux.

#### De Meaux à Épernay
La route traverse la Brie et la Champagne.
Les communes traversées sont :
- La Ferté-sous-Jouarre (km 57)
- Château-Thierry (km 86)
- Dormans (km 108)
- Épernay (km 132)

La route est déclassée en D 603 dans le département de Seine-et-Marne, en D 1003 dans le département de l'Aisne et en D 3 dans le département de la Marne.

### D’Épernay à Sarrebruck

#### D’Épernay à Verdun
À partir d’Épernay la route est déclassée en RD 3 jusqu’à la limite de la Meuse. Le déclassement entre Épernay et Châlons-en-Champagne date des années 1980, le reste étant le résultat de la décentralisation de 2006.
Les communes traversées ou à proximité sont :
- Jâlons (km 151)
- Châlons-en-Champagne (km 164)
- L'Épine (km 174)
- Tilloy-et-Bellay (km 184)
- Valmy (km 199) (à 3 km au nord)
- Sainte-Menehould (km 209)
- Clermont-en-Argonne (km 223)
- Verdun (km 252)

#### De Verdun à Metz
De nos jours, la route nationale 3 est déclassée en D 603 et passe par les communes suivantes :
- Abaucourt (km 265)
- Étain (km 272)
- Warcq (km 275)
- Buzy (km 280)
- Saint-Jean-lès-Buzy (km 282)
- Olley (km 284)
- Jeandelize (km 286)
- Conflans-en-Jarnisy (km 291)
- Jarny (km 294)
- Doncourt-lès-Conflans (km 298)
- Vernéville (km 304)
- Gravelotte (km 306)
- Metz (km 320)

Cependant, avant les déclassements des années 1970, elle passait plus au sud, près de Fresnes-en-Woëvre suivant un tracé aujourd'hui déclassé en D 903, jusqu'à Gravelotte. Le tracé de Verdun à Étain faisait alors partie de la route nationale 18 (qui aujourd'hui démarre à Étain), tandis que le tracé d'Étain à Gravelotte correspondait à une route qui n'a été classée nationale que dans les années 1930 comme route nationale 390.

#### De Metz à Sarrebruck
Cette portion de la route nationale 3 est aussi nommée route de Sarrebruck. Elle est également déclassée en RD603 de Metz à Freyming-Merlebach.
Les communes traversées sont :
- Courcelles-Chaussy (km 339)
- Fouligny (km 347)
- Longeville-lès-Saint-Avold (km 359)
- Saint-Avold (km 364)
- Hombourg-Haut (km 372)
- Freyming-Merlebach (km 374)
- Forbach (km 382)
- Stiring-Wendel (km 385)
- Spicheren (Brème d'or) dernière commune avant l'Allemagne (km 387)
- Allemagne Bundesstraße 41

#### Ancien tracé de Verdun à Gravelotte (D 903)
Les communes traversées étaient :
- Haudiomont
- Manheulles
- Pintheville
- Maizeray
- Harville
- Labeuville
- Hannonville-Suzémont
- Mars-la-Tour
- Vionville
- Rezonville
- Gravelotte

## Extension
Quand le Mont-Tonnerre, qui avait pour chef-lieu Mayence, était un département français (1798-1814), une extension de Sarrebruck à Mayence fut construite entre 1806 et 1811. Aujourd'hui encore, à Mayence, Klein-Winternheim et Nieder-Olm, on trouve des rues appelées « Pariser Strasse » (rue de Paris).